# Elsa Hosk
Elsa Hosk teljes nevén Elsa Anna Sophie Hosk (Stockholm, Bromma 1988. november 7. –) svéd divatmodell.

## Élete
Elsa Höglandet Bromma-ban élt 15 éves koráig majd átköltöztek a szomszédos városba Nockeby i Bromma (Stockholm). Tegnerlunden nevű középiskolába járt Stockholmban. Unokatestvére lett az év Svéd Topmodellje Svédországban.

## Karrier
Olyan márkák ruháit mutatta be, mint a Dior, Dolce & Gabbana, Ungaro, Lilly Pulitzer és Guess, Fornarina, Giambattista Valli. Szerepelt az ELLE, High Fashion, V-Magazine, Madame magazinok boritóján. Fellépett a 2011-es, 2012-es Victoria's Secret Fashion Shown. VS PINK vonalának egyik nagykövete és jelenleg a H&M arca.